# Igrejas Pentecostais e Evangélicas Unidas
As Igrejas Pentecostais e Evangélicas Unidas (em neerlandês:  Verenigde Pinkster- en Evangeliegemeenten, abreviado VPE) são a maior denominação cristã pentecostal e evangélica na Holanda. Foi criado em 16 de fevereiro de 2002, quando a Irmandade das Igrejas Pentecostais (Broederschap van Pinkstergemeenten) e as Igrejas do Evangelho Pleno da Holanda (Volle-Evangeliegemeenten Nederland) se fundiram. A VPE é a filial holandesa das Assembleias de Deus. Em 2008, tinha 22.000 membros em 160 igrejas.

## Organização
As igrejas locais têm relativa autonomia, e o escritório nacional, com sede em Urk, funciona como um facilitador das igrejas locais. Peter Sleebos presidiu o VPE desde a sua fundação. O clero e outros obreiros da igreja são treinados no Azusa Theological College, que reside na Universidade Livre de Amsterdã desde 2002. A Universidade Livre também possui uma cadeira acadêmica de pentecostalismo.

## Relações com outras Igrejas
Internacionalmente, o VPE é membro da World Assemblies of God Fellowship (WAGF). Dentro da Europa, a VPE coopera estreitamente com as igrejas da Assembleia de Deus na Alemanha e em Flandres — a Federação das Igrejas Pentecostais e a Verbond van Vlaamse Pinkstergemeenten, respectivamente. O VPE também é membro da Pentecostal European Fellowship.
Na Holanda, o VPE coopera com outros grupos pentecostais e evangélicos na Plataforma Nacional do Movimento Pentecostal e Evangélico e participa da Aliança Evangélica da Holanda. O VPE tem diálogos contínuos tanto com a Igreja Católica Romana quanto com a Igreja Protestante na Holanda. Em 15 de setembro de 2007, por ocasião da celebração dos 100 anos de existência do movimento pentecostal na Holanda no Estádio Olímpico de Amsterdã, Bas Plaisier, secretário-geral da Igreja Protestante na Holanda, pediu perdão por alguns julgamentos do Pentecostais emitidos por sua igreja no passado. No dia 16 de novembro de 2007, Peter Sleebos, presidente da Plataforma Nacional, fez o mesmo e vice-versa quando se dirigiu ao Sínodo Geral da Igreja Protestante na Holanda.